# 6573 Magnitskij
6573 Magnitskij este un asteroid din centura principală de asteroizi.

## Descriere
6573 Magnitskij este un asteroid din centura principală de asteroizi. A fost descoperit pe 19 septembrie 1974 la Observatorul astrofizic din Crimeea de Liudmila Cernîh. El prezintă o orbită caracterizată de o semiaxă mare de 2,58 ua, o excentricitate de 0,12 și o înclinație de 2,2° în raport cu ecliptica.